# Cesare Galeotti

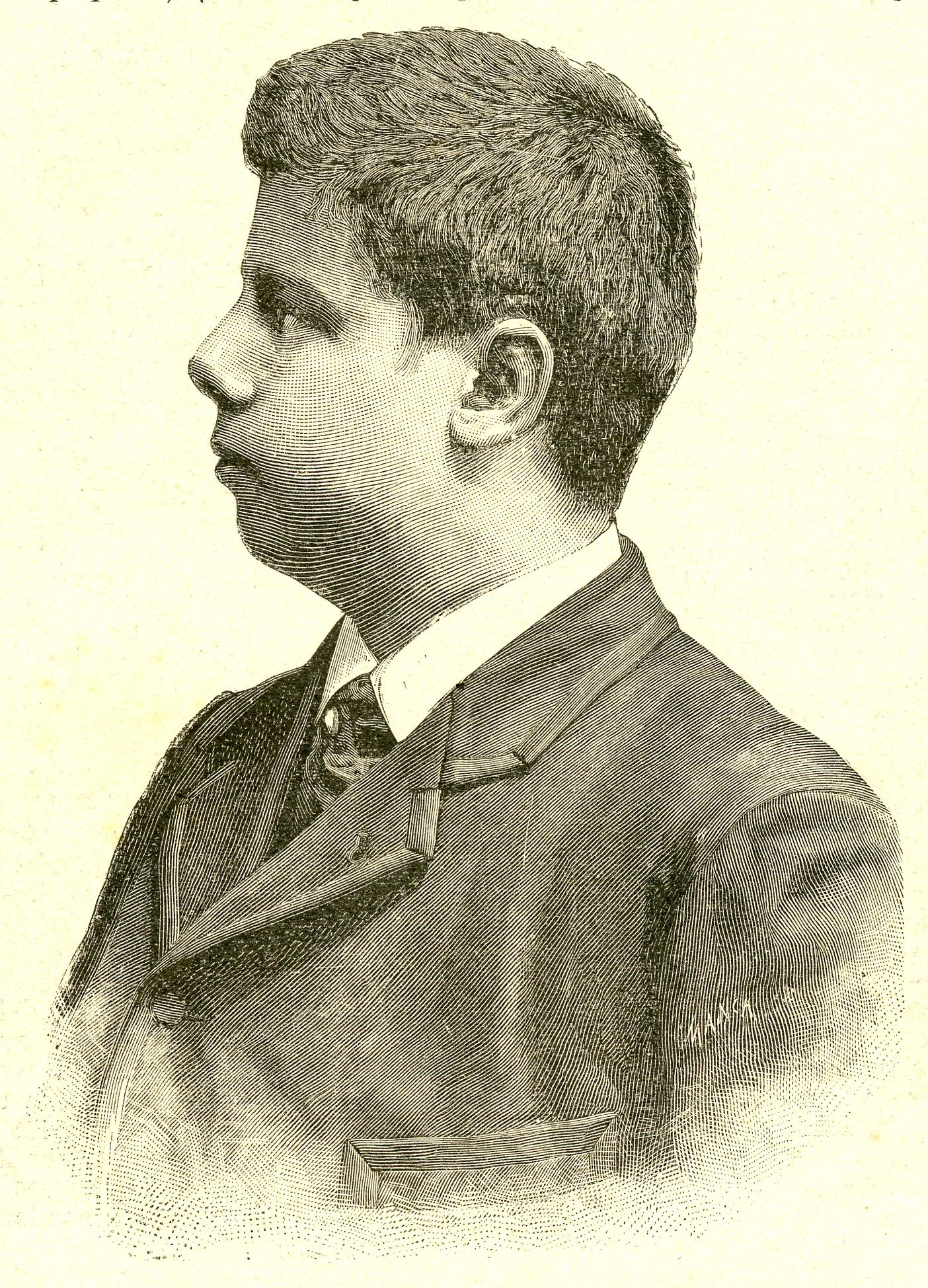
Il pianista Cesare Galeotti (xilografia, 1891).

Cesare Galeotti (Pietrasanta, 5 giugno 1872 – Parigi, 19 febbraio 1929) è stato un compositore, direttore d'orchestra e pianista italiano.

## Biografia
Noto soprattutto grazie alle opere Anton, rappresentata per la prima volta nell'ambito della stagione lirica del teatro alla Scala di Milano, nel successo del 17 febbraio 1900 diretto da Arturo Toscanini con Giuseppe Borgatti ed Emma Carelli e Dorisse, première al Théâtre de la Monnaie di Bruxelles, il 18 aprile 1910, con la direzione di Sylvain Dupuis e la partecipazione di Claire Croiza nel ruolo di Alays. Fu anche compositore di musica sinfonica.
Il 21 novembre 2010 l'amministrazione Comunale di Pietrasanta, a Capezzano Monte, intitola la piazza antistante la sede della Filarmonica di Capezzano Monte, denominata Piazza 5 maggio, a Cesare Galeotti: Piazza Cesare Galeotti. Da ricerche recenti effettuate negli archivi comunali ed ecclesiastici, le origini del musicista sono propri della frazione di Capezzano Monte.
Sempre a Cesare Galeotti, nel 2022, viene intitolato il teatro comunale di piazza Duomo a Pietrasanta. Proprio qui, nel 1903, il compositore e direttore d'orchestra diresse un concerto.